# Łańcuch szczęścia
Łańcuch szczęścia (oryg. Chain of Fools) – film z 2000 roku w reżyserii Pontusa Löwenhielma i Patricka von Krusenstjerna.

## Obsada
- Tom Wilkinson – Bollingsworth
- David Cross – Andy
- Craig Ferguson – Melander Stevens
- David Hyde Pierce – Pan Kerner
- Orlando Jones – Panna Coco
- Lara Flynn Boyle – Karen
- Elijah Wood – Mikey
- Jeff Goldblum – Avnet
- Salma Hayek – Sierżant Meredith Kolko